# Синска халка
Синската халка (на хърватски: Sinjska alka) е традиционно конно надбягване, провеждан в рамките на фолклорен празник ежегодно в първата неделя от август в град Син, Южна Хърватия.
Традицията датира от 1715 година, когато градът, обсаден от османците, успява да отблъсне войската им. Обичаят привлича голям брой туристи. Включен е в Списъка на шедьоврите на световното културно наследство на ЮНЕСКО от 2010 година.

## Състезание
Целта на състезанието между участниците е докато галопират да уцелят с копие метална мишена, закачена на въже. Тази мишена се нарича „халка“ и се състои от две окръжности, вътрешна с диаметър 35,1 mm и външна с диаметър 131,7 mm. Външният кръг е разделен на още три части. Самата алка е провесена на височина 3,32 м над земята. Състезателите, наречени „халкари“, се опитват да уцелят вътрешния кръг. Всяко попадение във вътрешния кръг носи три точки, във външния – две, а в долните сектори само една точка. Участниците имат право на три опита и общият брой точки се сумират. Ако няколко халкари имат еднакъв брой точки, между тях се провежда допълнителен рунд до пълна победа.

## Участници
Халкари могат да бъдат само мъже, родени в Син или в околните села. При всеки турнир се избира войвода, което се смята за голяма чест. Всички състезатели и техните помощници се обличат в традиционните за XVIII в. носии.

## История
Традицията е въведена през 1715 година, когато 60-70-хилядна турска войска обсажда града, който разполага само със 700 защитници. Въпреки неравните сили крепостта устоява. Според легендата това се дължи на непрестанните молби на жителите на града към Света Богородица, която изпраща на турската войска смъртоносна болест. Покосена от избухналата епидемия, войската на Мехмед Челик паша изоставя на бойното поле 10 000 мъртъвци и отстъпва.
Макар сега датата на празника да е установена в началото на август, в миналото това не винаги е било така. Понякога състезанието се е провеждало два пъти годишно. През 1855 година поради епидемия от холера е отложено за октомври. Три пъти се случва празникът да се проведе извън Син - през 1832 година той се организира в Сплит, през 1922 година в Белград и през 1946 година в Загреб. През 1944 година. по време на празника съюзниците бомбардират града.
На Синската халка често присъстват високопоставени гости. Така например докато Хърватия е в състава на Австро-Унгария празникът е посещаван от императорите Франц II и Франц Йосиф, а така също от ерцхерцог Франц Карл Австрийски.